# 小松謙次郎

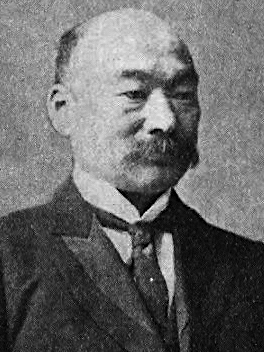
小松謙次郎

小松 謙次郎（こまつ けんじろう、1864年1月2日（文久3年11月23日） - 1932年（昭和7年）10月15日）は、明治・大正期の官僚、政治家、貴族院議員。正三位勲一等。

## 経歴
信濃国埴科郡松代（現・長野県長野市松代町松代）に松代藩士横田数馬の次男として生まれる。和田英・横田秀雄の実弟。同藩士小松政昭の養子となる。藩校文武学校を経て、上京後、慶應義塾から帝国大学法科大学に転じ1888年（明治21年）卒業。
司法省参事官、試験委員から逓信省に入り書記官となる。日露戦争で韓国へ派遣され電信電話の普及に努める。逓信局長を経て次官で退官する。同じくして1912年（大正元年）12月28日に貴族院議員に勅選される。1913年1月10日、錦鶏間祗候を仰せ付けられた。1924年（大正13年）の清浦内閣では鉄道大臣に就任した。1932年朝鮮総督宇垣一成の要請で京城日報社長に就任。同年10月15日死去。行年69歳。東京青山墓地に眠る。2015年（平成27年）4月、生地松代の小松家菩提寺本誓寺に改葬する。

## 栄典
- 1906年（明治39年）4月1日 - 勲二等旭日重光章[3]
- 1911年（明治44年）6月20日 - 正四位[4]
- 1924年（大正13年）2月23日 - 勲一等瑞宝章
- 1932年（昭和7年）10月15日 - 旭日大綬章